# Suzuki RG 500
La Suzuki RG 500 è una motocicletta da competizione della Suzuki, con motorizzazione due tempi, che ha partecipato al motomondiale della classe 500, vincendo il due titolo piloti per due anni consecutivi, il 1976 e 1977 con Barry Sheene, ottenendo anche il titolo costruttori per cinque anni consecutivi, dal '76 al '80.

## La RG, RGA & RGB
La Suzuki RG 500, inizialmente denominata "XR-14" venne aggiornata nel '76 adottando un nuovo motore con le misure alesaggioxcorsa di 54x54 e non più di 56x50, mentre nel 1977 viene rivista esteticamente ed è caratterizzata da una carenatura decisamente più arrotondata e dove non vengono più usate le paratie paracalore sulle espansioni.
La RGA, introdotta nel 1978 è caratterizzata dalla carenatura arrotondata della RG '77 e dove il codino venne ridimensionato e maggiorato in modo da coprire le due espansioni sotto il codino, le quali fuoriuscivano solo in minima parte, inoltre si utilizza una piccola alettatura bilaterale a metà altezza delle carenature laterali, poste nella metà anteriore, come da voler vincolare l'anteriore della moto a terra.

Inoltre ci furono anche dei aggiornamenti tecnici, come il nuovo basamento e un aumento di potenza a 120 cv (30 in più del motore precedente), mentre l'anno successivo il motore adotta la nuova costruzione dei cilindri con canna cilindro integrata e riporto al Nikasil, accoppiati ai nuovi pistoni ad unico segmento
La RGB, introdotta nel 1979, risulta identica alla precedente, ma non usa le alettature laterali, inoltre vennero inserita una fuoriuscita dell'aria al lato sinistri per facilitare il raffreddamento del motore, un'uscita simile venne applicata anche al lato opposto l'anno successivo, la pinza freno viene posta posteriormente alla forcella e non più anteriormente e venne inserito il sistema anti-affondamento della forcella (anti-dive).